# 피르마젠스
피르마젠스(독일어: Pirmasens)는 독일 서남부 라인란트팔츠주에 있는 도시이다. 인구 40,808명(2009).
카이저슬라우테른 남쪽, 프랑스 국경 근처에 위치한다. 츠바이브뤼켄·카이저슬라우테른 부근에 있으며, 자를란트주 경계와도 가깝다. 860년 경 문헌에 처음 언급되었다. 1763년 헤센다름슈타트에 귀속되었다가 18세기 후반부터 19세기 초반 사이의 혼란기에 프랑스에 점령되었다. 그 후, 1816년 바이에른 왕국에 속하는 팔츠의 일부가 되었다. 19세기를 거치면서 이 도시는 여러 신발 공장이 들어섰고, 독일 제화 공업의 중심지가 되었다. 제2차 세계대전 후 팔츠 지역이 바이에른 주에서 분리되어 이 곳은 새로 개편된 라인란트팔츠 주에 속하게 되었다. 현재도 국제적인 신발제조박람회가 열리고 있다.

## 이미지 갤러리

피르마젠스 - Pirmasens
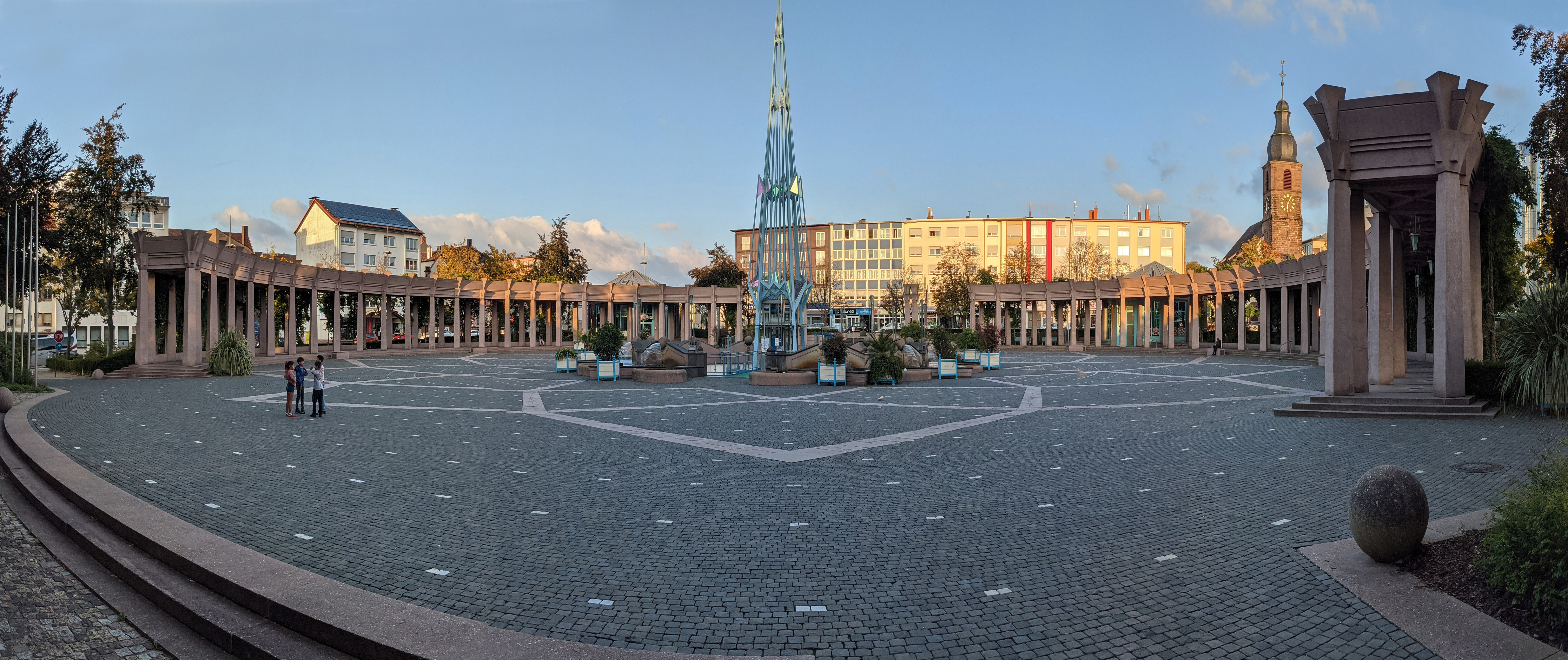
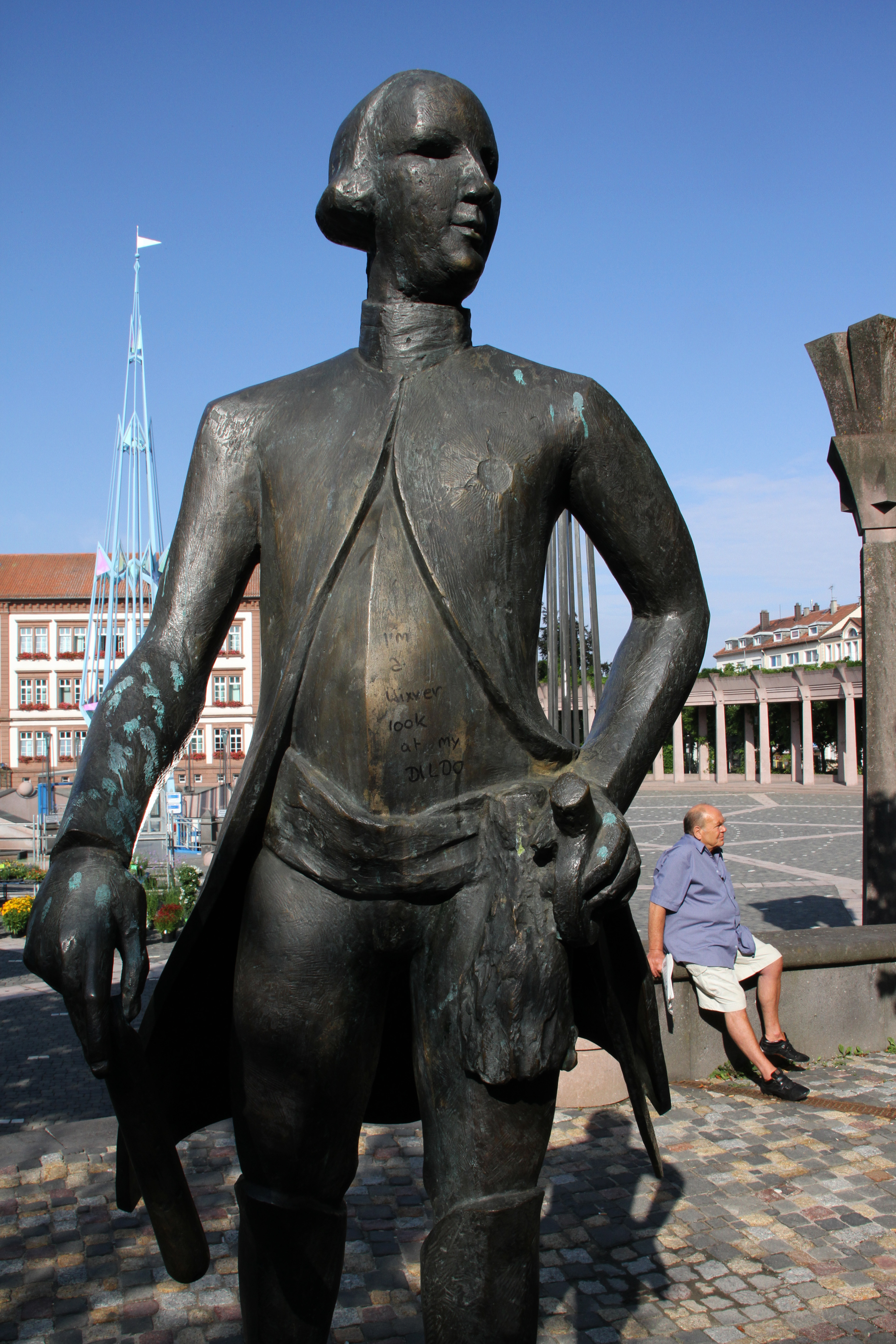
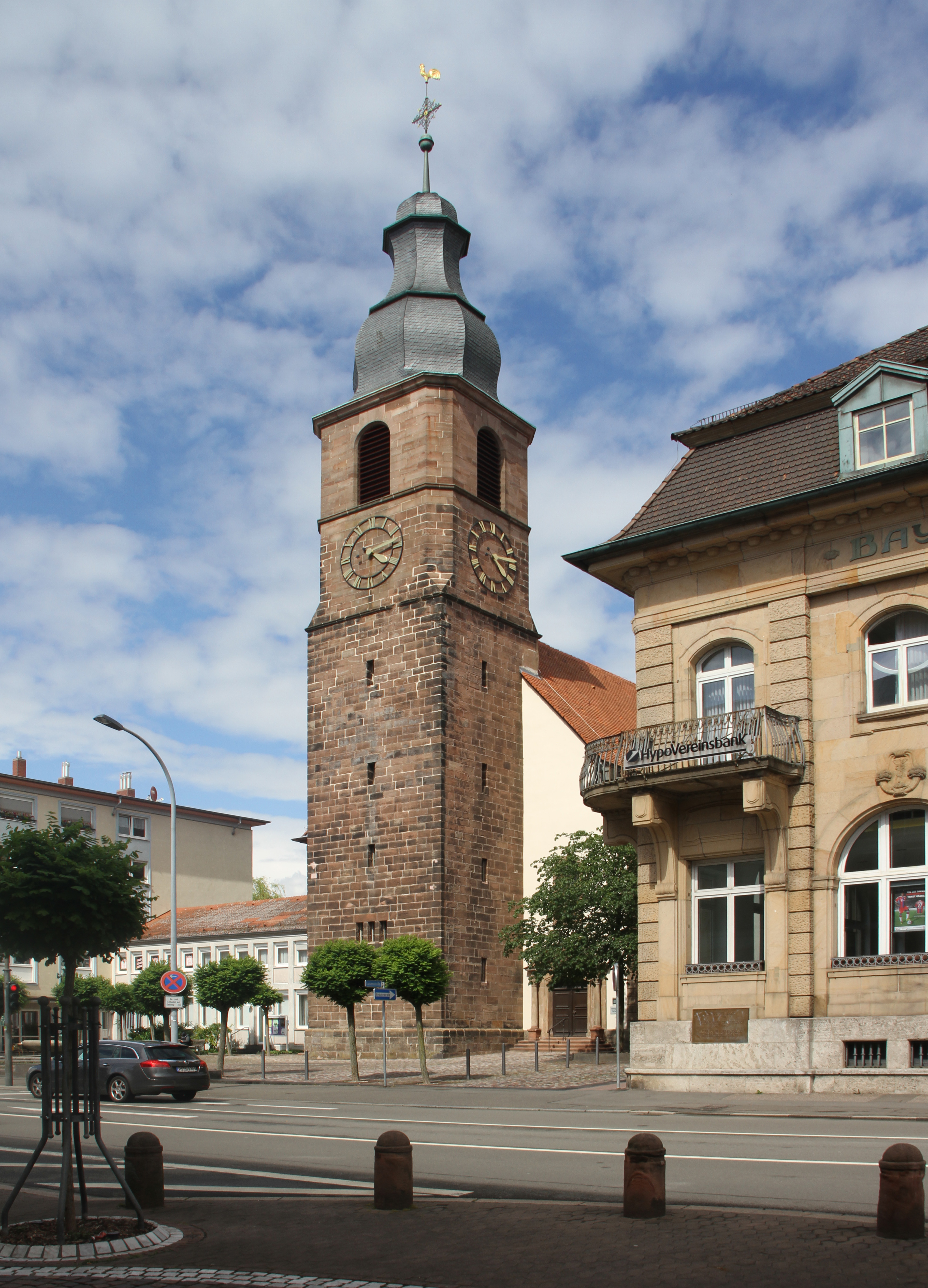
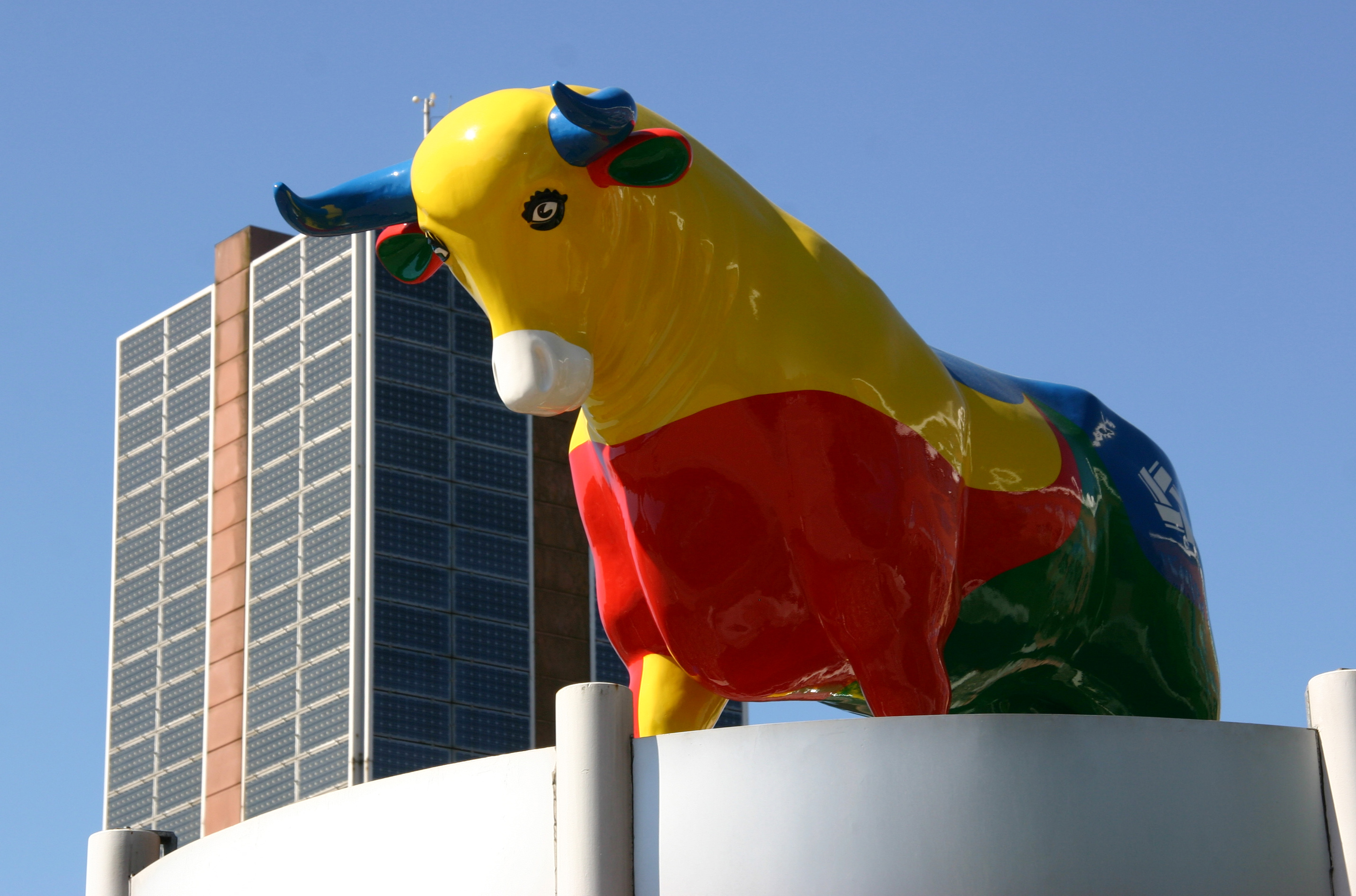
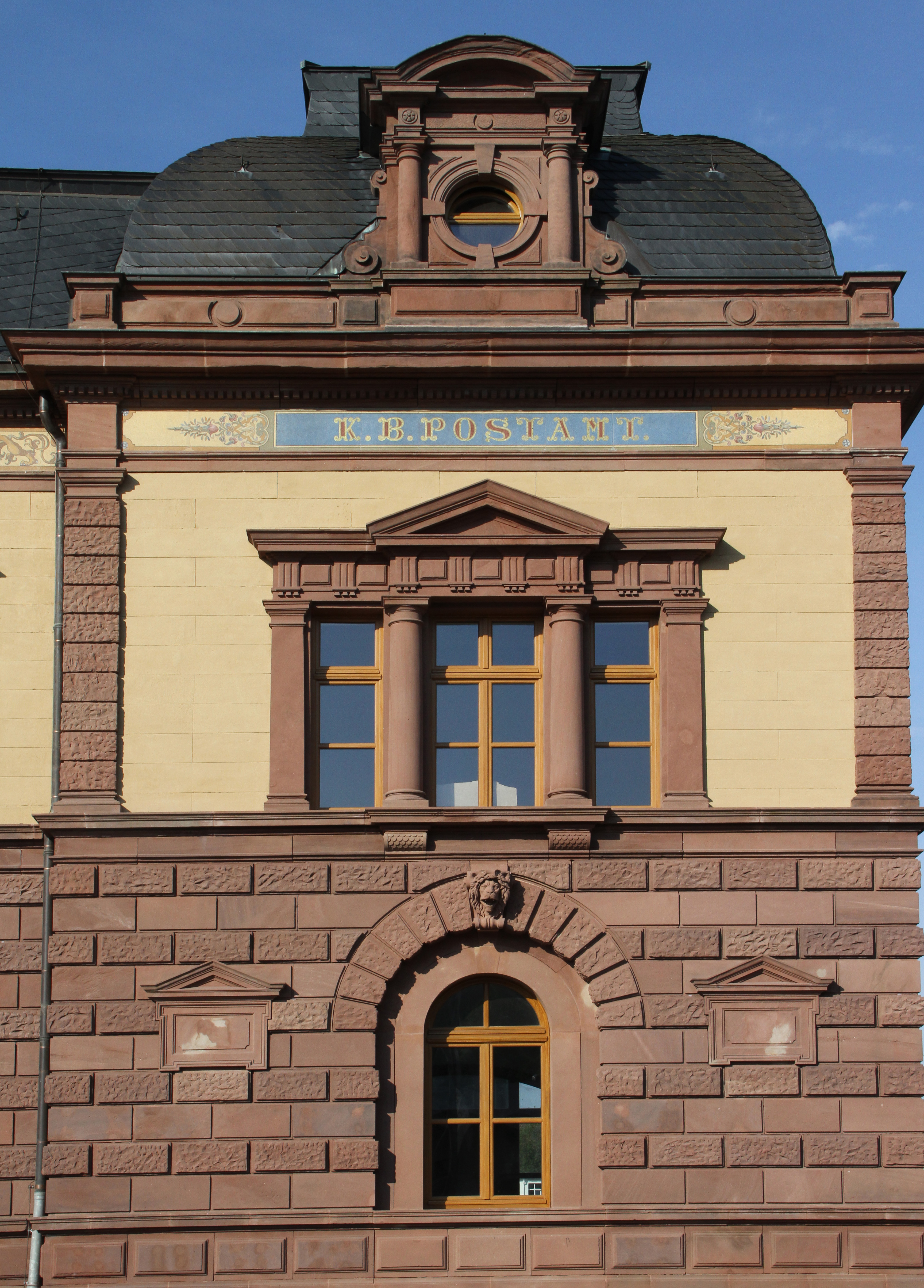
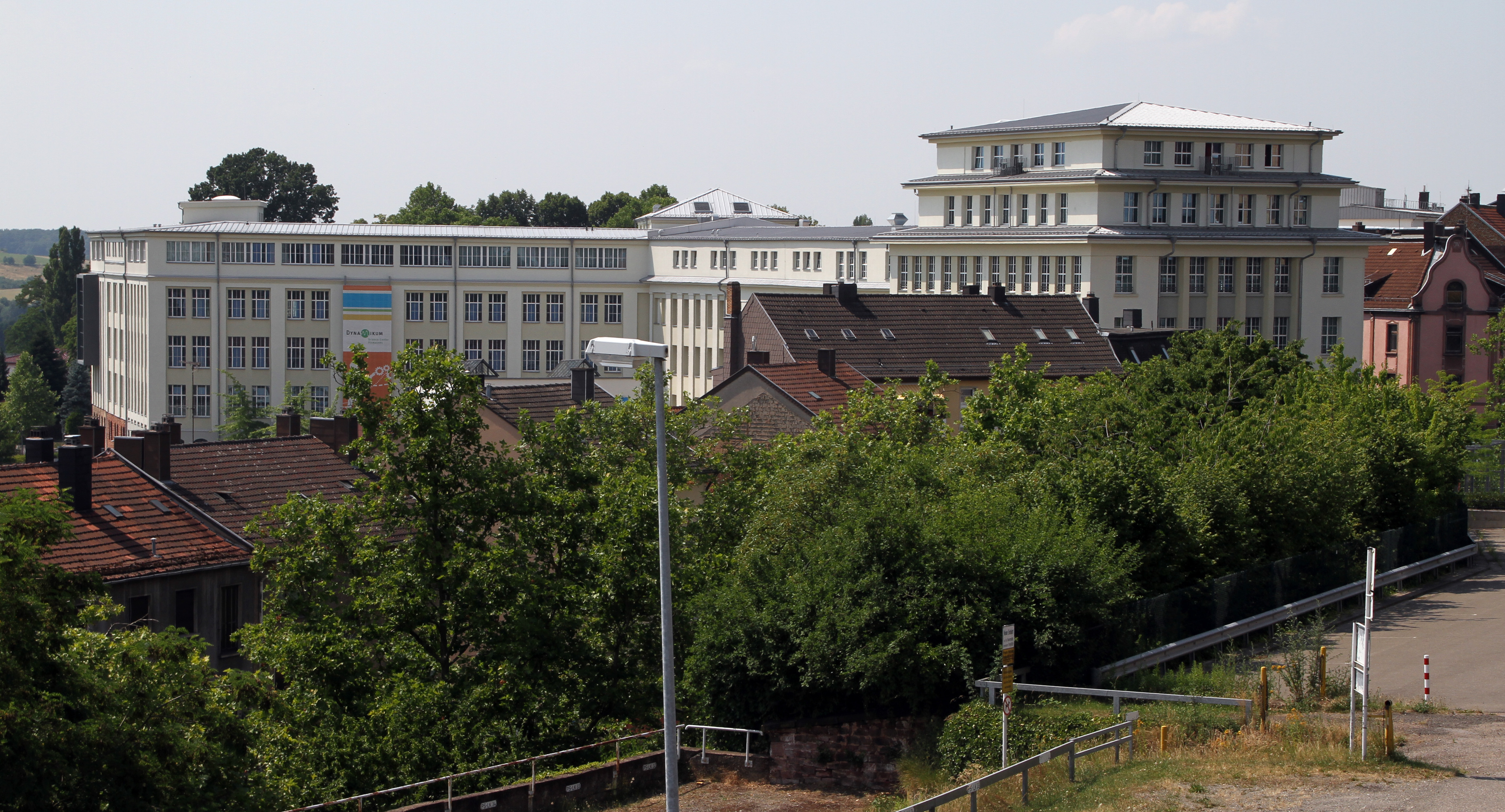
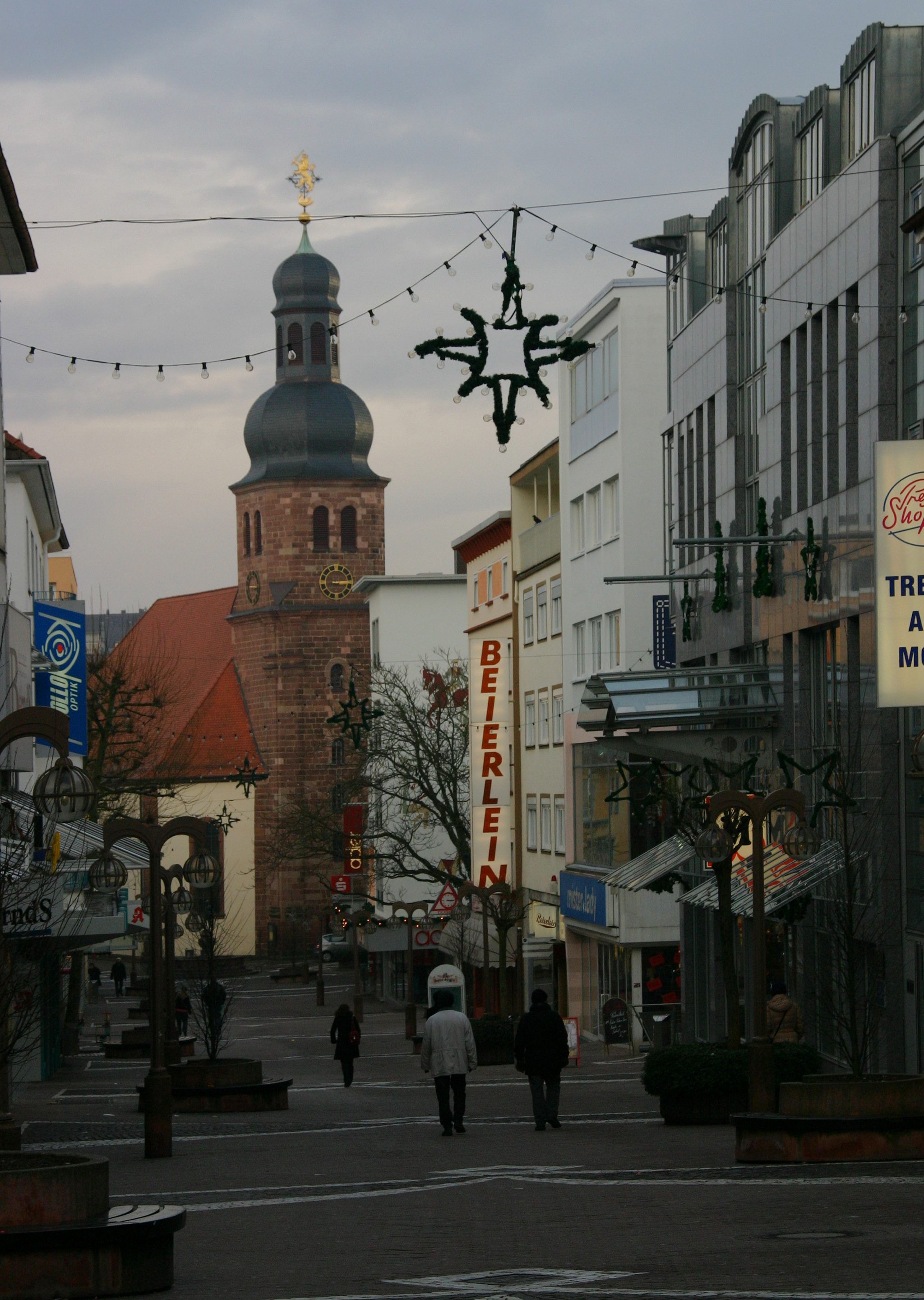
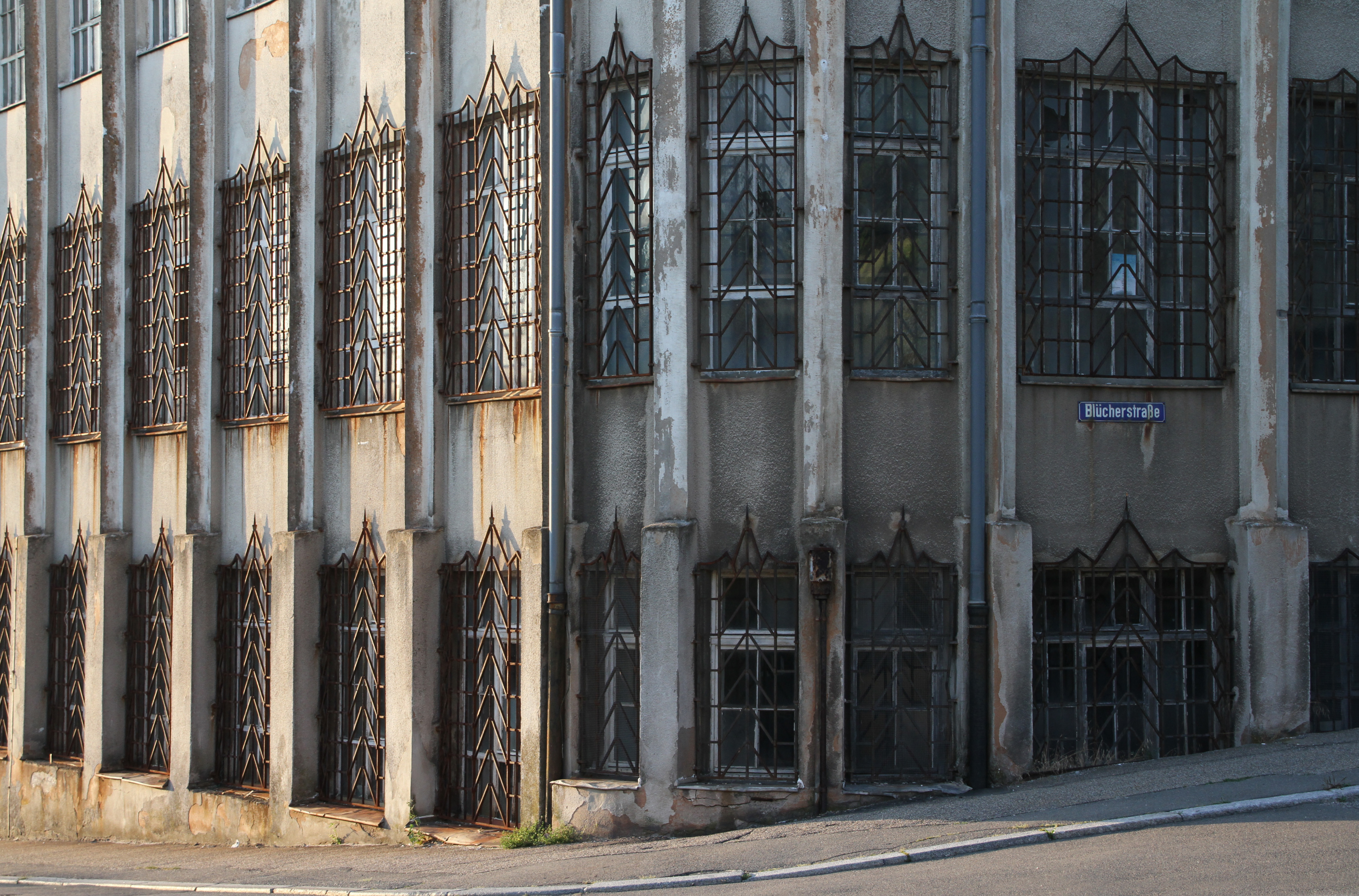
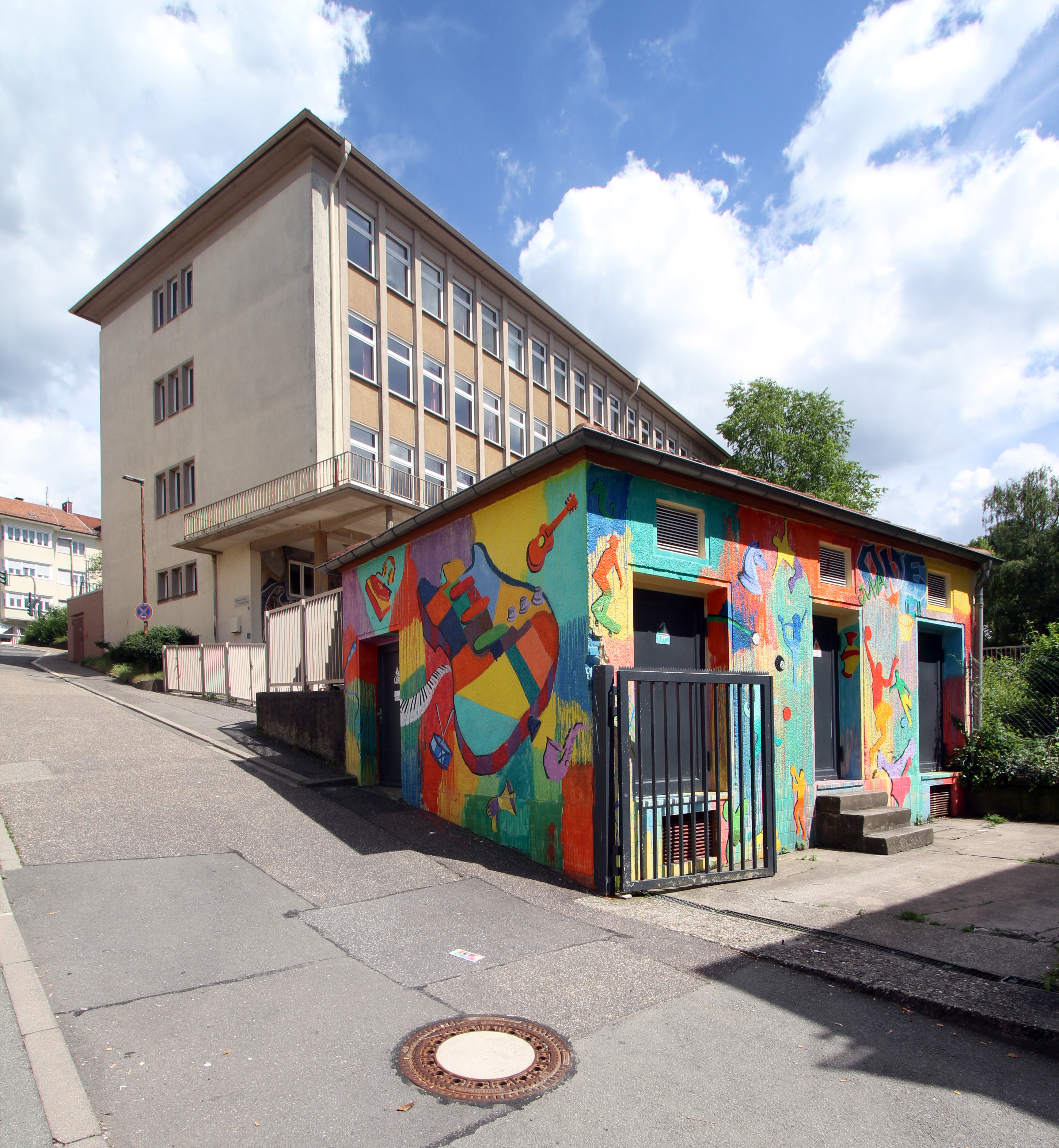
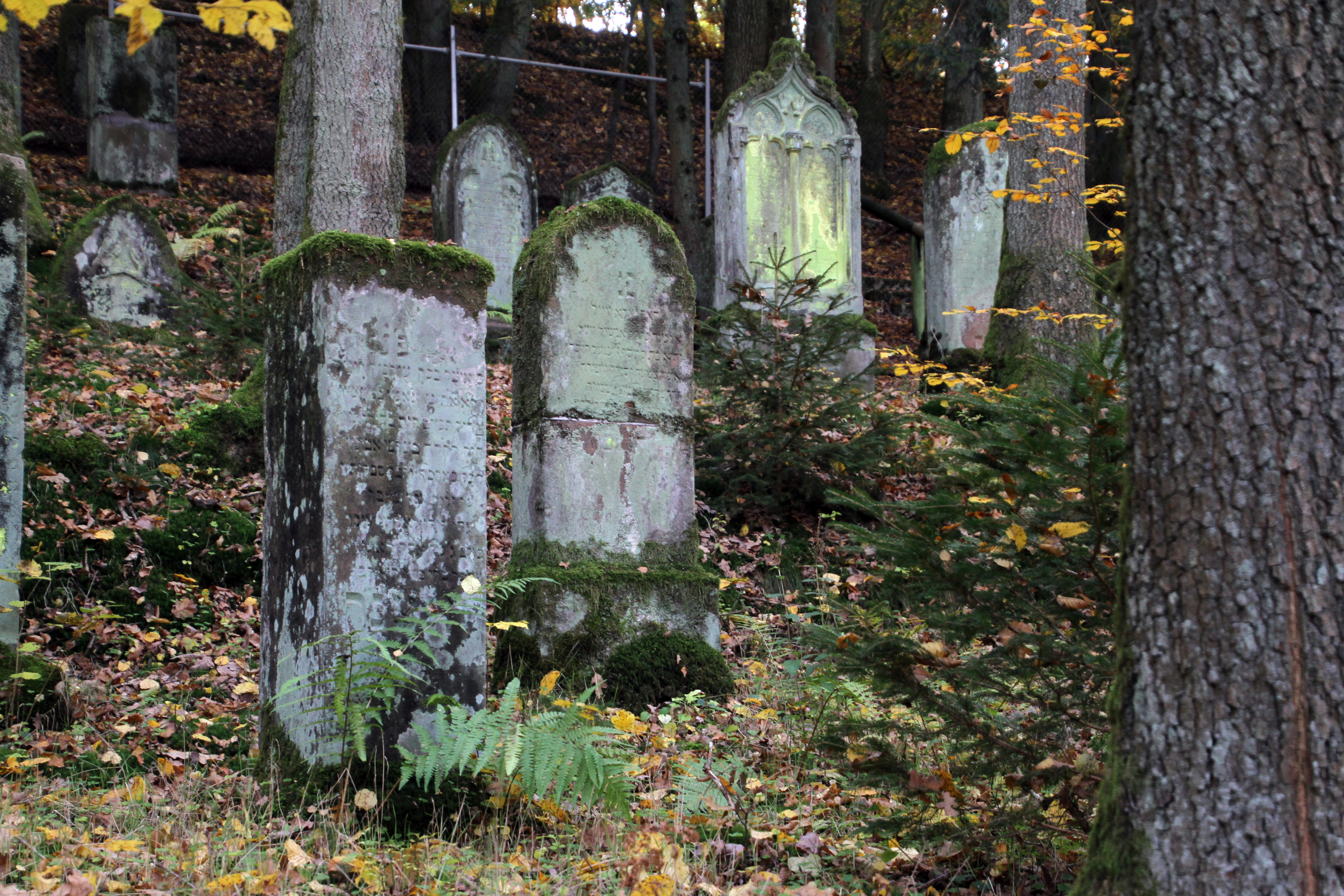